# Coupe de la CEV masculine 1998-1999
Navigation
Édition précédente Édition suivante
La Coupe de la CEV masculine 1998-1999 est la 19e édition de la Challenge Cup masculine, une compétition annuelle de volley-ball.

## Tour qualificatif

### Deuxième tour

#### Tournoi 1
| # | Équipe                    | Pts | J | G | P | Sp | Sc | Ratio | Pp  | Pc  | Ratio |
| - | ------------------------- | --- | - | - | - | -- | -- | ----- | --- | --- | ----- |
| 1 | Levski Siconco Sofia      | 6   | 3 | 3 | 0 | 9  | 1  | 9     | 143 | 76  | 1.882 |
| 2 | CS Gran Canaria           | 5   | 3 | 2 | 1 | 7  | 3  | 2.333 | 128 | 89  | 1.438 |
| 3 | Sokol Schwechat           | 4   | 3 | 1 | 2 | 3  | 6  | 0.5   | 73  | 117 | 0.624 |
| 4 | Sinpos-Sab Banka Sarajevo | 3   | 3 | 0 | 3 | 0  | 9  | 0     | 73  | 135 | 0.541 |

| Date     | Match                                            | Résultat | Sets  | Sets  | Sets  | Sets | Sets | Total Points |
| Date     | Match                                            | Résultat | 1     | 2     | 3     | 4    | 5    | Total Points |
| -------- | ------------------------------------------------ | -------- | ----- | ----- | ----- | ---- | ---- | ------------ |
| 04.12.98 | Sokol Schwechat - Sinpos-Sab Banka Sarajevo      | 3 - 0    | 15-6  | 15-8  | 15-13 | -    | -    | 45-27        |
| 04.12.98 | Levski Siconco Sofia - CS Gran Canaria           | 3 - 1    | 8-15  | 15-8  | 15-9  | 15-6 | -    | 53-38        |
| 05.12.98 | Sinpos-Sab Banka Sarajevo - CS Gran Canaria      | 0 - 3    | 10-15 | 10-15 | 3-15  | -    | -    | 23-45        |
| 05.12.98 | Sokol Schwechat - Levski Siconco Sofia           | 0 - 3    | 2-15  | 5-15  | 8-15  | -    | -    | 15-45        |
| 06.12.98 | CS Gran Canaria - Sokol Schwechat                | 3 - 0    | 15-8  | 15-1  | 15-4  | -    | -    | 45-13        |
| 06.12.98 | Levski Siconco Sofia - Sinpos-Sab Banka Sarajevo | 3 - 0    | 15-11 | 15-8  | 15-4  | -    | -    | 45-23        |

#### Tournoi 2
| # | Équipe                | Pts | J | G | P | Sp | Sc | Ratio | Pp | Pc  | Ratio |
| - | --------------------- | --- | - | - | - | -- | -- | ----- | -- | --- | ----- |
| 1 | Pomgrad Murska Sobota | 4   | 2 | 2 | 0 | 6  | 0  | MAX   | 91 | 46  | 1.978 |
| 2 | Petrochema Dubova     | 3   | 2 | 1 | 1 | 3  | 4  | 0.75  | 80 | 88  | 0.909 |
| 3 | Lausanne UC           | 2   | 2 | 0 | 2 | 1  | 6  | 0.167 | 67 | 104 | 0.644 |
| 4 | Locomotiv Ungeni      | 0   | 0 | 0 | 0 | 0  | 0  | MAX   | 0  | 0   |       |

| Date     | Match                                     | Résultat | Sets  | Sets  | Sets  | Sets | Sets | Total Points |
| Date     | Match                                     | Résultat | 1     | 2     | 3     | 4    | 5    | Total Points |
| -------- | ----------------------------------------- | -------- | ----- | ----- | ----- | ---- | ---- | ------------ |
| 04.12.98 | Pomgrad Murska Sobota - Lausanne UC       | 3 - 0    | 15-5  | 16-14 | 15-5  | -    | -    | 46-24        |
| 05.12.98 | Lausanne UC - Petrochema Dubova           | 1 - 3    | 15-12 | 14-16 | 8-15  | 6-15 | -    | 43-58        |
| 06.12.98 | Pomgrad Murska Sobota - Petrochema Dubova | 3 - 0    | 15-2  | 15-10 | 15-10 | -    | -    | 45-22        |

#### Tournoi 3
| # | Équipe            | Pts | J | G | P | Sp | Sc | Ratio | Pp  | Pc  | Ratio |
| - | ----------------- | --- | - | - | - | -- | -- | ----- | --- | --- | ----- |
| 1 | VSC Riga          | 6   | 3 | 3 | 0 | 9  | 1  | 9     | 144 | 77  | 1.87  |
| 2 | Everbeur Averbode | 5   | 3 | 2 | 1 | 6  | 6  | 1     | 145 | 143 | 1.014 |
| 3 | Ribnica Kraljevo  | 4   | 3 | 1 | 2 | 6  | 8  | 0.75  | 168 | 169 | 0.994 |
| 4 | SV Fellbach       | 3   | 3 | 0 | 3 | 3  | 9  | 0.333 | 105 | 173 | 0.607 |

| Date     | Match                                | Résultat | Sets  | Sets  | Sets  | Sets  | Sets | Total Points |
| Date     | Match                                | Résultat | 1     | 2     | 3     | 4     | 5    | Total Points |
| -------- | ------------------------------------ | -------- | ----- | ----- | ----- | ----- | ---- | ------------ |
| 04.12.98 | Everbeur Averbode - SV Fellbach      | 3 - 1    | 15-3  | 13-15 | 15-11 | 15-8  | -    | 58-37        |
| 04.12.98 | Ribnica Kraljevo - VSC Riga          | 1 - 3    | 12-15 | 15-9  | 8-15  | 2-15  | -    | 37-54        |
| 05.12.98 | VSC Riga - SV Fellbach               | 3 - 0    | 15-6  | 15-5  | 15-8  | -     | -    | 45-19        |
| 05.12.98 | Ribnica Kraljevo - Everbeur Averbode | 2 - 3    | 15-7  | 12-15 | 9-15  | 16-14 | 9-15 | 61-66        |
| 06.12.98 | Everbeur Averbode - VSC Riga         | 0 - 3    | 6-15  | 8-15  | 7-15  | -     | -    | 21-45        |
| 06.12.98 | SV Fellbach - Ribnica Kraljevo       | 2 - 3    | 17-16 | 15-9  | 12-15 | 4-15  | 1-15 | 49-70        |

#### Tournoi 4
| # | Équipe              | Pts | J | G | P | Sp | Sc | Ratio | Pp  | Pc  | Ratio |
| - | ------------------- | --- | - | - | - | -- | -- | ----- | --- | --- | ----- |
| 1 | SCC Berlin          | 6   | 3 | 3 | 0 | 9  | 0  | MAX   | 135 | 76  | 1.776 |
| 2 | Buducnost Podgorica | 5   | 3 | 2 | 1 | 6  | 5  | 1.2   | 132 | 153 | 0.863 |
| 3 | Seat Näfels         | 4   | 3 | 1 | 2 | 3  | 8  | 0.375 | 133 | 152 | 0.875 |
| 4 | OK Maribor          | 3   | 3 | 0 | 3 | 4  | 9  | 0.444 | 153 | 172 | 0.89  |

| Date     | Match                             | Résultat | Sets  | Sets  | Sets  | Sets  | Sets  | Total Points |
| Date     | Match                             | Résultat | 1     | 2     | 3     | 4     | 5     | Total Points |
| -------- | --------------------------------- | -------- | ----- | ----- | ----- | ----- | ----- | ------------ |
| 04.12.98 | Buducnost Podgorica - OK Maribor  | 3 - 2    | 13-15 | 15-10 | 5-15  | 16-14 | 15-13 | 64-67        |
| 04.12.98 | SCC Berlin - Seat Näfels          | 3 - 0    | 15-12 | 15-9  | 15-8  | -     | -     | 45-29        |
| 05.12.98 | Seat Näfels - Buducnost Podgorica | 0 - 3    | 13-15 | 15-17 | 13-15 | -     | -     | 41-47        |
| 05.12.98 | OK Maribor - SCC Berlin           | 0 - 3    | 9-15  | 7-15  | 10-15 | -     | -     | 26-45        |
| 06.12.98 | Seat Näfels - OK Maribor          | 3 - 2    | 15-10 | 9-15  | 15-5  | 7-15  | 17-15 | 63-60        |
| 06.12.98 | SCC Berlin - Buducnost Podgorica  | 3 - 0    | 15-7  | 15-5  | 15-9  | -     | -     | 45-21        |

#### Tournoi 5
| # | Équipe                        | Pts | J | G | P | Sp | Sc | Ratio | Pp  | Pc  | Ratio |
| - | ----------------------------- | --- | - | - | - | -- | -- | ----- | --- | --- | ----- |
| 1 | Bos CS Advocaten V.Nieuwegein | 5   | 3 | 2 | 1 | 7  | 3  | 2.333 | 126 | 114 | 1.105 |
| 2 | SC Vinnitsa                   | 5   | 3 | 2 | 1 | 6  | 3  | 2     | 116 | 72  | 1.611 |
| 3 | CSKA Moscou                   | 5   | 3 | 2 | 1 | 6  | 4  | 1.5   | 124 | 94  | 1.319 |
| 4 | Volley 80 Pétange             | 3   | 3 | 0 | 3 | 0  | 9  | 0     | 51  | 137 | 0.372 |

| Date     | Match                                             | Résultat | Sets  | Sets  | Sets  | Sets | Sets | Total Points |
| Date     | Match                                             | Résultat | 1     | 2     | 3     | 4    | 5    | Total Points |
| -------- | ------------------------------------------------- | -------- | ----- | ----- | ----- | ---- | ---- | ------------ |
| 04.12.98 | CSKA Moscou - SC Vinnitsa                         | 0 - 3    | 5-15  | 8-15  | 12-15 | -    | -    | 25-45        |
| 04.12.98 | Bos Cs Advocaten V.Nieuwegein - Volley 80 Pétange | 3 - 0    | 15-10 | 17-15 | 15-9  | -    | -    | 47-34        |
| 05.12.98 | Volley 80 Pétange - CSKA Moscou                   | 0 - 3    | 7-15  | 4-15  | 4-15  | -    | -    | 15-45        |
| 05.12.98 | SC Vinnitsa - Bos Cs Advocaten V.Nieuwegein       | 0 - 3    | 5-15  | 13-15 | 8-15  | -    | -    | 26-45        |
| 06.12.98 | SC Vinnitsa - Volley 80 Pétange                   | 3 - 0    | 15-0  | 15-1  | 15-1  | -    | -    | 45-2         |
| 06.12.98 | Bos Cs Advocaten V.Nieuwegein - CSKA Moscou       | 1 - 3    | 11-15 | 15-9  | 5-15  | 3-15 | -    | 34-54        |

#### Tournoi 6
| # | Équipe                | Pts | J | G | P | Sp | Sc | Ratio | Pp  | Pc  | Ratio |
| - | --------------------- | --- | - | - | - | -- | -- | ----- | --- | --- | ----- |
| 1 | Montpellier UC        | 6   | 3 | 3 | 0 | 9  | 0  | MAX   | 135 | 50  | 2.7   |
| 2 | Panathinaikos Athènes | 5   | 3 | 2 | 1 | 6  | 3  | 2     | 117 | 95  | 1.232 |
| 3 | Mosjoen VBK           | 4   | 3 | 1 | 2 | 3  | 6  | 0.5   | 90  | 99  | 0.909 |
| 4 | Partizani Tirana      | 3   | 3 | 0 | 3 | 0  | 9  | 0     | 37  | 135 | 0.274 |

| Date     | Match                                    | Résultat | Sets | Sets  | Sets  | Sets | Sets | Total Points |
| Date     | Match                                    | Résultat | 1    | 2     | 3     | 4    | 5    | Total Points |
| -------- | ---------------------------------------- | -------- | ---- | ----- | ----- | ---- | ---- | ------------ |
| 04.12.98 | Mosjoen VBK - Partizani Tirana           | 3 - 0    | 15-3 | 15-3  | 15-2  | -    | -    | 45-8         |
| 04.12.98 | Montpellier UC - Panathinaikos Athènes   | 3 - 0    | 15-7 | 15-9  | 15-10 | -    | -    | 45-26        |
| 05.12.98 | Partizani Tirana - Panathinaikos Athènes | 0 - 3    | 5-15 | 4-15  | 12-15 | -    | -    | 21-45        |
| 05.12.98 | Mosjoen VBK - Montpellier UC             | 0 - 3    | 0-15 | 10-15 | 6-15  | -    | -    | 16-45        |
| 06.12.98 | Partizani Tirana - Montpellier UC        | 0 - 3    | 1-15 | 5-15  | 2-15  | -    | -    | 8-45         |
| 06.12.98 | Panathinaikos Athènes - Mosjoen VBK      | 3 - 0    | 15-8 | 16-14 | 15-7  | -    | -    | 46-29        |

#### Tournoi 7
| # | Équipe                 | Pts | J | G | P | Sp | Sc | Ratio | Pp  | Pc  | Ratio |
| - | ---------------------- | --- | - | - | - | -- | -- | ----- | --- | --- | ----- |
| 1 | Fatra Zlin             | 6   | 3 | 3 | 0 | 9  | 1  | 9     | 149 | 85  | 1.753 |
| 2 | Piet Zoomers Apeldoorn | 5   | 3 | 2 | 1 | 6  | 3  | 2     | 125 | 85  | 1.471 |
| 3 | Dorozhnyk Odesa        | 4   | 3 | 1 | 2 | 4  | 6  | 0.667 | 114 | 127 | 0.898 |
| 4 | OK Kakanj              | 3   | 3 | 0 | 3 | 0  | 9  | 0     | 44  | 135 | 0.326 |

| Date     | Match                                    | Résultat | Sets  | Sets  | Sets  | Sets  | Sets | Total Points |
| Date     | Match                                    | Résultat | 1     | 2     | 3     | 4     | 5    | Total Points |
| -------- | ---------------------------------------- | -------- | ----- | ----- | ----- | ----- | ---- | ------------ |
| 04.12.98 | Piet Zoomers Apeldoorn - Fatra Zlin      | 0 - 3    | 12-15 | 14-16 | 9-15  | -     | -    | 35-46        |
| 04.12.98 | OK Kakanj - Dorozhnyk Odesa              | 0 - 3    | 5-15  | 11-15 | 8-15  | -     | -    | 24-45        |
| 05.12.98 | Fatra Zlin - OK Kakanj                   | 3 - 0    | 15-3  | 15-1  | 15-3  | -     | -    | 45-7         |
| 05.12.98 | Dorozhnyk Odesa - Piet Zoomers Apeldoorn | 0 - 3    | 5-15  | 11-15 | 10-15 | -     | -    | 26-45        |
| 06.12.98 | Dorozhnyk Odesa - Fatra Zlin             | 1 - 3    | 15-13 | 5-15  | 10-15 | 13-15 | -    | 43-58        |
| 06.12.98 | Piet Zoomers Apeldoorn - OK Kakanj       | 3 - 0    | 15-2  | 15-6  | 15-5  | -     | -    | 45-13        |

#### Tournoi 8
| # | Équipe               | Pts | J | G | P | Sp | Sc | Ratio | Pp  | Pc  | Ratio |
| - | -------------------- | --- | - | - | - | -- | -- | ----- | --- | --- | ----- |
| 1 | Stade poitevin       | 6   | 3 | 3 | 0 | 9  | 0  | MAX   | 135 | 58  | 2.328 |
| 2 | AC Orestias          | 5   | 3 | 2 | 1 | 6  | 4  | 1.5   | 129 | 119 | 1.084 |
| 3 | Esmoriz GC           | 4   | 3 | 1 | 2 | 4  | 6  | 0.667 | 110 | 115 | 0.957 |
| 4 | Anorthosis Famagusta | 3   | 3 | 0 | 3 | 0  | 9  | 0     | 54  | 136 | 0.397 |

| Date     | Match                                 | Résultat | Sets  | Sets  | Sets  | Sets  | Sets | Total Points |
| Date     | Match                                 | Résultat | 1     | 2     | 3     | 4     | 5    | Total Points |
| -------- | ------------------------------------- | -------- | ----- | ----- | ----- | ----- | ---- | ------------ |
| 04.12.98 | AC Orestias - Esmoriz GC              | 3 - 1    | 15-10 | 13-15 | 15-10 | 15-13 | -    | 58-48        |
| 04.12.98 | Anorthosis Famagusta - Stade poitevin | 0 - 3    | 7-15  | 0-15  | 9-15  | -     | -    | 16-45        |
| 05.12.98 | AC Orestias - Anorthosis Famagusta    | 3 - 0    | 15-7  | 15-5  | 16-14 | -     | -    | 46-26        |
| 05.12.98 | Stade poitevin - Esmoriz GC           | 3 - 0    | 15-5  | 15-8  | 15-4  | -     | -    | 45-17        |
| 06.12.98 | Esmoriz GC - Anorthosis Famagusta     | 3 - 0    | 15-3  | 15-5  | 15-4  | -     | -    | 45-12        |
| 06.12.98 | Stade poitevin - AC Orestias          | 3 - 0    | 15-13 | 15-6  | 15-6  | -     | -    | 45-25        |

#### Tournoi 9
| # | Équipe             | Pts | J | G | P | Sp | Sc | Ratio | Pp  | Pc  | Ratio |
| - | ------------------ | --- | - | - | - | -- | -- | ----- | --- | --- | ----- |
| 1 | CV Aguas de Huelva | 4   | 2 | 2 | 0 | 6  | 1  | 6     | 105 | 53  | 1.981 |
| 2 | Innsbrucker AC     | 2   | 2 | 0 | 2 | 1  | 6  | 0.167 | 53  | 105 | 0.505 |

| Date     | Match                               | Résultat | Sets | Sets | Sets  | Sets  | Sets | Total Points |
| Date     | Match                               | Résultat | 1    | 2    | 3     | 4     | 5    | Total Points |
| -------- | ----------------------------------- | -------- | ---- | ---- | ----- | ----- | ---- | ------------ |
| 04.12.98 | Innsbrucker AC - CV Aguas de Huelva | 1 - 3    | 5-15 | 8-15 | 17-15 | 11-15 | -    | 41-60        |
| 06.12.98 | CV Aguas de Huelva - Innsbrucker AC | 3 - 0    | 15-8 | 15-2 | 15-2  | -     | -    | 45-12        |

#### Tournoi 10
| # | Équipe                  | Pts | J | G | P | Sp | Sc | Ratio | Pp  | Pc  | Ratio |
| - | ----------------------- | --- | - | - | - | -- | -- | ----- | --- | --- | ----- |
| 1 | Iskra Odintsovo         | 6   | 3 | 3 | 0 | 9  | 2  | 4.5   | 157 | 83  | 1.892 |
| 2 | Zapadny Bug Brest       | 5   | 3 | 2 | 1 | 7  | 3  | 2.333 | 134 | 91  | 1.473 |
| 3 | Dunaferr SE Dunaújváros | 4   | 3 | 1 | 2 | 4  | 6  | 0.667 | 120 | 102 | 1.176 |
| 4 | Erzeni Durres           | 0   | 3 | 0 | 3 | 0  | 9  | 0     | 0   | 135 | 0     |

| Date     | Match                                       | Résultat | Sets  | Sets  | Sets  | Sets  | Sets | Total Points |
| Date     | Match                                       | Résultat | 1     | 2     | 3     | 4     | 5    | Total Points |
| -------- | ------------------------------------------- | -------- | ----- | ----- | ----- | ----- | ---- | ------------ |
| 04.12.98 | Iskra Odintsovo - Dunaferr SE Dunaujvaros   | 3 - 1    | 15-5  | 15-11 | 12-15 | 15-8  | -    | 57-39        |
| 05.12.98 | Zapadny Bug Brest - Dunaferr SE Dunaujvaros | 3 - 0    | 15-11 | 15-12 | 15-13 | -     | -    | 45-36        |
| 06.12.98 | Zapadny Bug Brest - Iskra Odintsovo         | 1 - 3    | 14-16 | 15-9  | 4-15  | 11-15 | -    | 44-55        |

#### Tournoi 11
| # | Équipe           | Pts | J | G | P | Sp | Sc | Ratio | Pp  | Pc  | Ratio |
| - | ---------------- | --- | - | - | - | -- | -- | ----- | --- | --- | ----- |
| 1 | Peikot Salo      | 6   | 3 | 3 | 0 | 9  | 2  | 4.5   | 155 | 95  | 1.632 |
| 2 | Dinamo Lugansk   | 5   | 3 | 2 | 1 | 7  | 3  | 2.333 | 133 | 96  | 1.385 |
| 3 | Steaua Bucarest  | 4   | 3 | 1 | 2 | 4  | 7  | 0.571 | 112 | 147 | 0.762 |
| 4 | VBC Lutry-Lavaux | 3   | 3 | 0 | 3 | 1  | 9  | 0.111 | 77  | 139 | 0.554 |

| Date     | Match                              | Résultat | Sets  | Sets  | Sets  | Sets  | Sets | Total Points |
| Date     | Match                              | Résultat | 1     | 2     | 3     | 4     | 5    | Total Points |
| -------- | ---------------------------------- | -------- | ----- | ----- | ----- | ----- | ---- | ------------ |
| 04.12.98 | Steaua Bucarest - Dinamo Lugansk   | 0 - 3    | 8-15  | 10-15 | 4-15  | -     | -    | 22-45        |
| 04.12.98 | Peikot Salo - VBC Lutry-Lavaux     | 3 - 0    | 15-5  | 15-3  | 15-3  | -     | -    | 45-11        |
| 05.12.98 | Dinamo Lugansk - VBC Lutry-Lavaux  | 3 - 0    | 15-10 | 15-1  | 15-11 | -     | -    | 45-22        |
| 05.12.98 | Steaua Bucarest - Peikot Salo      | 1 - 3    | 15-13 | 12-15 | 8-15  | 6-15  | -    | 41-58        |
| 06.12.98 | VBC Lutry-Lavaux - Steaua Bucarest | 1 - 3    | 15-4  | 4-15  | 12-15 | 13-15 | -    | 44-49        |
| 06.12.98 | Peikot Salo - Dinamo Lugansk       | 3 - 1    | 6-15  | 16-14 | 15-1  | 15-13 | -    | 52-43        |

#### Tournoi 12
| # | Équipe           | Pts | J | G | P | Sp | Sc | Ratio | Pp  | Pc  | Ratio |
| - | ---------------- | --- | - | - | - | -- | -- | ----- | --- | --- | ----- |
| 1 | Emlakbank Ankara | 6   | 3 | 3 | 0 | 9  | 1  | 9     | 149 | 68  | 2.191 |
| 2 | Chênois Genève   | 5   | 3 | 2 | 1 | 7  | 3  | 2.333 | 130 | 117 | 1.111 |
| 3 | Askim VBK        | 4   | 3 | 1 | 2 | 3  | 6  | 0.5   | 91  | 114 | 0.798 |
| 4 | VC Mamer         | 3   | 3 | 0 | 3 | 0  | 9  | 0     | 64  | 135 | 0.474 |

| Date     | Match                             | Résultat | Sets  | Sets  | Sets  | Sets  | Sets | Total Points |
| Date     | Match                             | Résultat | 1     | 2     | 3     | 4     | 5    | Total Points |
| -------- | --------------------------------- | -------- | ----- | ----- | ----- | ----- | ---- | ------------ |
| 04.12.98 | Emlakbank Ankara - Askim VBK      | 3 - 0    | 15-6  | 15-7  | 15-3  | -     | -    | 45-16        |
| 04.12.98 | Chênois Genève - VC Mamer         | 3 - 0    | 15-11 | 15-11 | 15-6  | -     | -    | 45-28        |
| 05.12.98 | VC Mamer - Emlakbank Ankara       | 0 - 3    | 3-15  | 8-15  | 3-15  | -     | -    | 14-45        |
| 05.12.98 | Askim VBK - Chênois Genève        | 0 - 3    | 16-17 | 1-15  | 13-15 | -     | -    | 30-47        |
| 06.12.98 | VC Mamer - Askim VBK              | 0 - 3    | 6-15  | 9-15  | 7-15  | -     | -    | 22-45        |
| 06.12.98 | Chênois Genève - Emlakbank Ankara | 1 - 3    | 8-15  | 2-15  | 16-14 | 12-15 | -    | 38-59        |

## Tour principal

### Final à quatre
|  | Demi-finales                         | Demi-finales                  |                        |   | Finale                        | Finale                        |
|  | Demi-finales                         | Demi-finales                  |                        |   | Finale                        | Finale                        |
|  |                                      |                               |                        |   |                               |                               |
|  | 06.03.99, 25-22, 25-18, 25-18        | 06.03.99, 25-22, 25-18, 25-18 |                        |   | 07.03.99, 22-25, 22-25, 17-25 | 07.03.99, 22-25, 22-25, 17-25 |
|  | 06.03.99, 25-22, 25-18, 25-18        | 06.03.99, 25-22, 25-18, 25-18 |                        |   | 07.03.99, 22-25, 22-25, 17-25 | 07.03.99, 22-25, 22-25, 17-25 |
|  | Knack Roeselare                      | 3                             |                        |   | 07.03.99, 22-25, 22-25, 17-25 | 07.03.99, 22-25, 22-25, 17-25 |
|  | Knack Roeselare                      | 3                             |                        |   | 07.03.99, 22-25, 22-25, 17-25 | 07.03.99, 22-25, 22-25, 17-25 |
|  | SCC Berlin                           | 2                             |                        |   | 07.03.99, 22-25, 22-25, 17-25 | 07.03.99, 22-25, 22-25, 17-25 |
|  | SCC Berlin                           | 2                             | Knack Roeselare        | 0 |                               |                               |
|  | 06.03.99, 27-25, 27-29, 18-25, 18-25 |                               | Knack Roeselare        | 0 |                               |                               |
|  |                                      | Palerme Volley                | 3                      |   |                               |                               |
|  | Lube Banca Macerata                  | Palerme Volley                | 3                      | 1 |                               |                               |
|  | Lube Banca Macerata                  |                               |                        | 1 |                               |                               |
|  | Palerme Volley                       | 3                             |                        |   |                               |                               |
|  | Palerme Volley                       | 3                             | Match pour la 3e place |   |                               |                               |
|  |                                      |                               |                        |   |                               |                               |
|  | 07.03.99, 19-25, 25-21, 25-23, 25-18 |                               |                        |   |                               |                               |
|  |                                      |                               |                        |   |                               |                               |
|  | SCC Berlin                           | 3                             |                        |   |                               |                               |
|  | SCC Berlin                           | 3                             |                        |   |                               |                               |
|  | Lube Banca Macerata                  | 1                             |                        |   |                               |                               |
|  | Lube Banca Macerata                  | 1                             |                        |   |                               |                               |